# Efeito Seebeck

Efeito Peltier-Seebeck

O efeito Seebeck é a produção de uma diferença de potencial (tensão elétrica) entre duas junções de condutores (ou semicondutores) de materiais diferentes quando elas estão a diferentes temperaturas (força eletromotriz térmica).
É o reverso do efeito Peltier que é a produção de um gradiente de temperatura em duas junções de dois condutores (ou semicondutores) de materiais diferentes quando submetidos a uma diferença de potencial (tensão elétrica) em um circuito fechado (consequentemente, percorrido por uma corrente elétrica).
Estes dois efeitos podem ser também considerados como um só e denominado de efeito Peltier-Seebeck ou efeito termoelétrico. 
O efeito Seebeck é devido a dois fenômenos: difusão de portadores de carga e arrastamento fônon.

## Histórico
O efeito Seebeck é assim denominado em reconhecimento ao físico estoniano Thomas Johann Seebeck no início do século XIX. Sua investigação teve como precursores os experimentos de Franz Aepinus e Alessandro Volta e como sucessores os trabalhos de Jean Charles Peltier e William Thomson.

## Princípios físicos
O princípio termoelétrico dos termopares deriva de uma propriedade física dos condutores metálicos submetidos a um gradiente térmico em suas extremidades: a extremidade mais quente faz com que os elétrons dessa região tenham maior energia cinética e se acumulem no lado mais frio, gerando uma diferença de potencial elétrico entre as extremidades do condutor na ordem de alguns milivolts.
Na figura ao lado o valor da força eletromotriz {\displaystyle \Delta E} depende da natureza dos materiais e do gradiente de temperatura nos mesmos. Quando o gradiente de temperatura é linear, a diferença de potencial elétrico {\displaystyle \Delta E=E_{2}-E_{1}>0} depende apenas do material e das temperaturas {\displaystyle T_{1}} e {\displaystyle T_{2}}, ({\displaystyle T_{2}>T_{1}}), formalmente representado pela fórmula:
{\displaystyle S={\Delta E \over \Delta T}}
onde S é o coeficiente termodinâmico de Seebeck, {\displaystyle \Delta T} é a diferença de temperatura {\displaystyle \Delta T=T_{2}-T_{1}} e {\displaystyle \Delta E} é a diferença de potencial elétrico usualmente medido em milivolts em função da diferença de temperatura (mV/°C).
Quando dois condutores metálicos A e B de diferentes naturezas são acoplados mediante um gradiente de temperatura, os elétrons de um metal tendem a migrar de um condutor para o outro, gerando uma diferença de potencial elétrico num efeito semelhante a uma pilha eletroquímica. Esse efeito é conhecido como Efeito Seebeck sendo capaz de transformar energia térmica em energia elétrica com base numa fonte de calor mediante propriedades físicas dos metais.
A figura ao lado representa dois metais acoplados num dispositivo termopar do tipo T (Cu 100 %; Constantan, Cu 55 %, Ni 45 %). Quando associamos dois metais num termopar, a força eletro motriz gerada é:
{\displaystyle E=\int _{T_{1}}^{T_{2}}\left(S_{\mathrm {B} }(T)-S_{\mathrm {A} }(T)\right)\,dT}
onde SA e SB são os coeficientes de Seebeck dos metais A e B, T1 e T2 representam a diferença de temperatura na junção dos materiais.  Os coeficientes de Seebeck são não-lineares e dependem da temperatura absoluta, material, e da estrutura molecular.  Se os coeficientes de Seebeck podem ser considerados efetivamente constantes numa certa gama de temperatura, a fórmula acima pode ser aproximada por:
{\displaystyle E=(S_{\mathrm {B} }-S_{\mathrm {A} })\cdot (T_{2}-T_{1})}
Desse modo é possível obter-se energia elétrica usando-se uma fonte de calor.

## Utilização
Atualmente o efeito Seebeck é muito utilizado para a construção de termômetros em que se mede diferença de temperatura através de um voltímetro calibrado para este fim. 
Outra aplicação deste mesmo efeito é a construção de pilhas atômicas (Gerador termoelétrico de radioisótopos) para produzir pequenas potências, mas de longa duração, o que é necessário em situações especiais como na sonda Cassini-Huygens e nas sondas Voyager.

## Desvantagem
A maior desvantagem da utilização da geração de energia termelétrica direta é a baixa potência. Isto obriga a construção de milhares de células termelétricas para a obtenção de alguns watts.